# Taxonomie van de platwormen

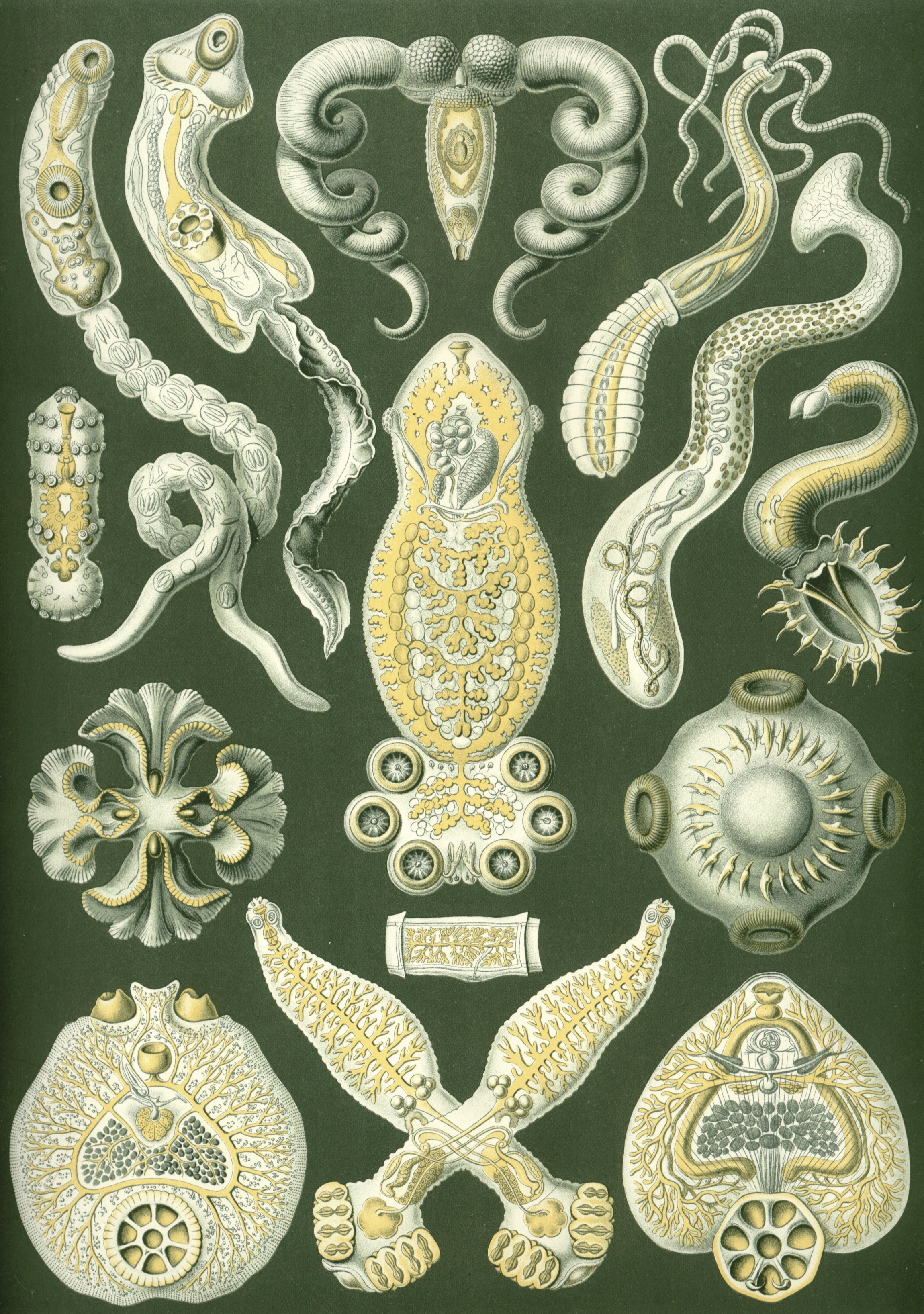
Verschillende soorten platwormen. Kunstformen der Natur (1904), plaat 75

Over de taxonomie van de platwormen (Platyhelminthes) bestaat nog geen consensus. Volgens de traditionele, en nog steeds gangbare indeling bestaat het fylum platwormen uit vier groepen: Turbellaria, Trematoda, Monogenea and Cestoda. Deze indeling is echter fylogenetisch gezien niet correct. 
Ook de volgende indeling wordt wel gehanteerd waarbij Turbellaria niet meer wordt gebruikt:
- Onderstam Catenulida
  - Familie Catenulidae Graff, 1905
  - Familie Chordariidae Marcus, 1945
  - Familie Retronectidae Sterrer & Rieger, 1974
  - Familie Stenostomidae Vejdovsky, 1880
  - Familie Tyrrheniellidae Riedl, 1959
- Onderstam Rhabditophora
  - Superklasse Neodermata
    - Klasse Cestoda
    - Klasse Monogenea
    - Klasse Trematoda

  - Orde Bothrioplanida
    - Familie Bothrioplanidae Vejdovsky, 1895

  - Orde Fecampiida
    - Familie Fecampiidae Graff, 1903
    - Familie Genostomatidae Graff, 1903
    - Familie Notenteridae Joffe, Selivanova & Kornakova, 1997
    - Familie Piscinquilinidae Laumer & Giribet, 2017
    - Familie Urastomidae Marcus, 1951

  - Orde Gnosonesimida
    - Familie Gnosonesimidae Reisinger, 1926

  - Orde Macrostomorpha
  - Orde Polycladida
  - Orde Prolecithophora
  - Orde Prorhynchida
  - Orde Proseriata
  - Orde Rhabdocoela
    - Onderorde Dalytyphloplanida
    - Onderorde Kalyptorhynchia

  - Orde Tricladida
- Onderstam incertae sedis
  - Geslacht Candimba Marcus, 1949
  - Geslacht Centrostomum Diesing, 1862
  - Geslacht Coleophora Steinbock, 1932
  - Geslacht Conoceros Lang, 1884
  - Geslacht Cyrtomorpha Graff, 1882
  - Geslacht Dalyellioidarum Steinbock, 1948
  - Geslacht Darwinia (platworm) Pereyaslawzewa, 1892
  - Geslacht Dicelis Schmarda, 1859
  - Geslacht Diopsis Diesing, 1862
  - Geslacht Diplonchus Stimpson, 1857
  - Geslacht Discoplana Bock, 1913
  - Geslacht Elasmodes Le Conte, 1851
  - Geslacht Endocelis Schmankewitsch, 1873
  - Geslacht Fasciola Linnaeus, 1758 (sensu lato)
  - Geslacht Gasterotrichula Bargoni, 1896
  - Geslacht Glossostoma Le Conte, 1851
  - Geslacht Graffia Levinsen, 1879
  - Geslacht Heterostylochus Verrill, 1892
  - Geslacht Heterostylochus Verrill, 1893
  - Geslacht Mexistylochus Hyman, 1953
  - Geslacht Monochoerus Lohner & Micoletzky, 1911
  - Geslacht Monotus Diesing, 1862
  - Geslacht Nautiloplana Stimpson, 1857
  - Geslacht Niobe Girard, 1852
  - Geslacht Paraplehnia Bock, 1923
  - Geslacht Peasia Gray & Pease, 1860
  - Geslacht Penula Kelaart, 1858
  - Geslacht Phylloplana Laidlaw, 1903
  - Geslacht Plagiostomula Westblad, 1956
  - Geslacht Polyporus Plehn, 1897
  - Geslacht Proceros Quatrefages, 1845
  - Geslacht Thalattoplana Bock, 1925
  - Geslacht Trachyplana Stimpson, 1857
  - Geslacht Tricelis Quatrefage, 1845
  - Geslacht Turbella Ehrenberg, 1831
  - Geslacht Typhlolepta Ørsted, 1843
  - Geslacht Utsurus Marcus, 1954
  - Geslacht Vortex Ehrenberg, 1831
  - Familie Geopaliducolidae Komarek, 1919
  - Familie Leimacopsidae Diesing, 1861
  - Superfamilie Cephaloceroidea Diesing, 1850